# キイレツチトリモチ
キイレツチトリモチ（喜入土鳥黐、Balanophora tobiracola）とは、ツチトリモチ科ツチトリモチ属の寄生植物。

## 特徴
小型の一年生あるいは二年生の寄生植物で、10月下旬 - 11月中旬頃、高さ3 - 11cmの植物体（花茎）を地上に出す。全体が黄色で、花穂はやや細長い。鱗片葉は10枚前後で、白色 - 黄色で葉緑素を持たず、小型。地下茎は塊状で、皮目がない。花茎はこの根茎の頂端から3 - 10個出る。雌雄同株で、一つの花穂（花の集合体）に雄花と雌花がつく。花穂は長卵形で先端が細く尖り、黄白色。雌花が花穂の表面全体に密生し、それよりも大きい雄花はその間にまばらに散生している。雄花は三枚の花びらがあって、はっきり分かる大きさをしている。したがって、外見上は塊の上に花が散らばったような姿になる。葉緑素を持たないため発芽した種子のうち、寄主の根に付着したものだけが成長する事ができる。
海岸付近の低地林内で、トベラやシャリンバイ、ネズミモチ、ハマヒサカキ、リュウキュウクロウメモドキ等に寄生する。

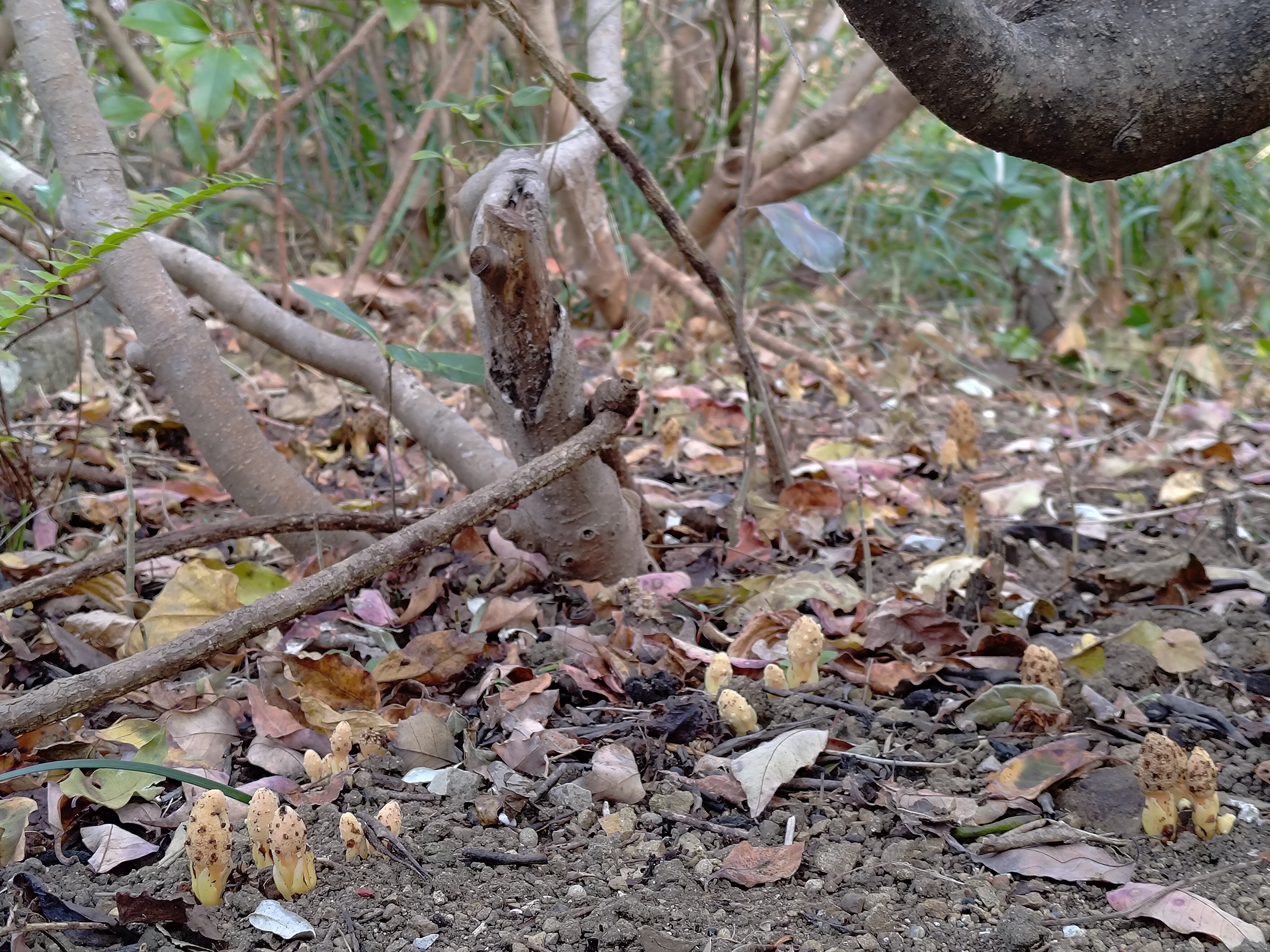
トベラの周囲で開花するキイレツチトリモチ。高知県立牧野植物園にて。

1910年（明治43年）に鹿児島県揖宿郡喜入町（現鹿児島市）の喜入小学校の裏の丘陵で小学校教諭によって発見され、牧野富太郎により記載された。なお、鹿児島市吉野町磯の生育地は国の天然記念物に指定されている。

## 分布
日本には四国（高知県）、九州（長崎県、熊本県、宮崎県、鹿児島県）、大隅諸島（種子島  、屋久島  ）、宇治群島 、トカラ列島（口之島、諏訪之瀬島、宝島  ）、奄美群島（奄美大島  、喜界島  、徳之島  、沖永良部島  ）、沖縄諸島（伊平屋島 ）、沖縄島 、 宮古諸島（多良間島? ）、八重山諸島（石垣島 、竹富島 、西表島 ）に、日本国外には台湾 に分布する。北限は従来長崎県佐世保市黒島 とされていたが、2014年に高知県高岡郡四万十町興津での自生が確認され、北限・東限が更新された。南西諸島ではリュウキュウツチトリモチがよく似た場所で見られ、一緒に生えていることもある。

## 保護上の位置づけ
鹿児島県鹿児島市吉野町磯の自生地は、1921年（大正10年）3月3日に、「キイレツチトリモチ産地」として国の天然記念物に指定されている。
生育地である下記の地方公共団体が作成したレッドデータブックに掲載されている。
- 宮崎県：準絶滅危惧[9]
- 熊本県：絶滅危惧IA類[10]
- 鹿児島県：準絶滅危惧[11]
- 沖縄県：絶滅危惧Ⅱ類[5]
- 高知県：絶滅危惧Ⅱ類[12]